# Julio Djampou Tchatchouang
Sa Majesté Julio Djampou Tchatchouang est le chef des Bangoua, intronisé à la mort de son père.

## Biographie

### Enfance, éducation et débuts
Julio Djampou Tchatchouang est arrivé sur le trône des Bangoua, à l'âge de 21 ans. Il est intronisé le 1er janvier 2001.

### Fonctions
Il est chef de 2e degré, la seconde plus haute hiérarchie de chef traditionnel au Cameroun.
Il assume le rôle de gardien de la collection des objets cultuels et culturels du royaume. Pour cela, il s'est rendu en décembre 2021 en Allemagne pour prendre attache avec les gestionnaires des collections muséales et objets du patrimoine Bangoua en vue de leurs restitutions,.
Il reçoit en audience et ennoblit.
Il promeut le rassemblement des sujets du royaume.